# Chrysocharis oscinidis
Chrysocharis oscinidis är en stekelart som beskrevs av William Harris Ashmead 1888. Chrysocharis oscinidis ingår i släktet Chrysocharis och familjen finglanssteklar. Inga underarter finns listade i Catalogue of Life.